# لوحة موناليزا أيزلورث
موناليزا أيزل وورث هي لوحة زيتية على القماش مشابهة للوحة الموناليزا لنفس الرسام الإيطالي ليوناردو دافنشي صنعت في الفترة مابين القرن الخامس عشر أو القرن السادس عشر. في عامي 2015 و2016، أكدت المنشورات الأكاديمية التي استعرضها الخبراء بإسنادها إلى ليوناردو دافنشي.
في عام 1913، اكتشف خبير الإنجليزي هيو بلاكر اللوحة المعلقة لأكثر من قرن في قصر مقاطعة سومرست، بعد أن تم شراؤها في إيطاليا تحت اسم ليوناردو. وفي دراسة نُشرت بعد ذلك بوقت قصير، صرح قريب بلاكر جون ر. آير، أنه تم إعداد نسختين من الموناليزا من قبل الرسام ليوناردو. وتعد صورة «ايزلورث» (التي سميت على اسم موقع استوديو بلاكر في ايزلورث، غرب لندن) النسخة الأولى من اللوحة.
اشترى هنري بوليتزر لاحقا اللوحة، حيث جادل بأن اللوحة هي الصورة الحقيقية الوحيدة لليزا غيرارديني الشهيرة باسم ليزا ديل جوكوندو التي رسمها الفنان ليوناردو. لعد وفاة بوليتزر في عام 1979 ورثت شريكته إليزابيث ماير اللوحة، وبعد وفاتها في عام 2008، تم بيع اللوحة إلى مجموعة خاصة ولا يتم عرضها حاليًا على الجمهور. جرى التنازع على ملكية اللوحة حيث ادعت عائلة أوروبية مجهولة بأن المالك السابق للوحة قد باع ٪25 منها، ولكن أحد المحامين صرح أن المطالبة لا أساس لها ودون جدوى.
في السنوات الأخيرة، تمت دراسة اللوحة بواسطة العديد من الخبراء، وتم تصويرها ضمن فيلم وثائقي تلفزيوني.

## الخلفية
وفقًا لسيرة حياة الرسام ليوناردو صرح الفنان جورجو فازاري في سيرة حياة الرسام ليوناردو، بأن الأخير بدأ رسم لوحة الموناليزا في عام 1503، لكنه «ترك الأمر غير مكتمل». ومع ذلك، ظهرت لوحة مكتملة بالكامل لـ «سيدة تدعى فلورنتينا» في عام 1517، قبل وقت قصير من وفاة ليوناردو وضمن مجموعته الخاصة. من المؤكد أن هذه اللوحة الأخيرة هي التي يتم تعليقها الآن في متحف اللوفر. بناءً على هذا التناقض، يزعم مؤيدو أصالة لوحة موناليزا أيزلورث أنها الموناليزا الغير المكتملة، التي صنعها ليوناردو جزئيًا على الأقل، وأن الموناليزا الموجودة في متحف اللوفر هي إصدار لاحق منها، أعده ليوناردو لاستخدامه الشخصي.[بحاجة لمصدر]
يتم استخدام اسم جيوكوندا أحيانًا كعنوان بديل للوحة الموناليزا المعلقة في متحف اللوفر. وتشير البيانات أن هذه النسخة، كانت في الواقع نسخة للوحتين منفصلتين.

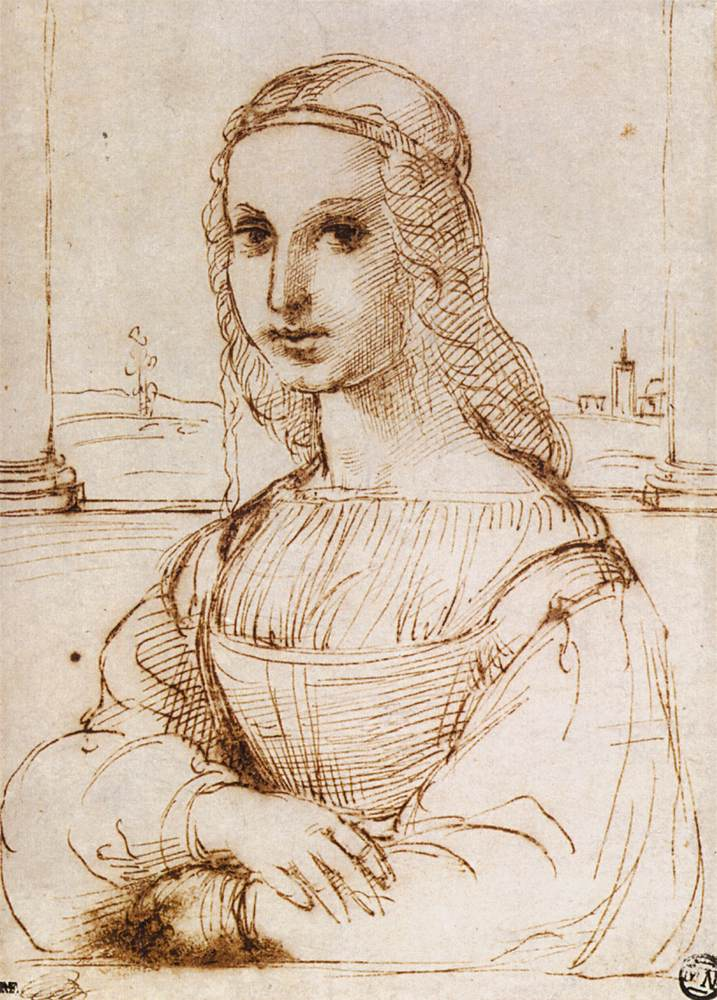
رسم يحاكي الموناليزا من تصميم الرسام الايطالي رافائيل،

## الوصف
تتميز لوحة موناليزا أيزلورث بكونها أوسع من الموناليزا الموجودة في متحف اللوفر، حيث توجد أعمدة على كلا الجانبين تظهر أيضًا في بعض الإصدارات الأخرى. وتحتوي لوحة اللوفر على قواعد عرض للأعمدة على كلا الجانبين، مما يشير إلى أن الصورة كانت مؤطرة في الأصل بواسطة أعمدة ثم تم قصها. ومع ذلك، ذكر الخبراء الذين فحصوا الموناليزا بين عامي 2004-2005 أن اللوحة الأصلية لم يتم قطعها.
تشبه لوحة موناليزا أيزلورث لوحة الموناليزا، حيث تطابقها في التركيب والإضاءة. ومع ذلك، يبدو وجه لوحة موناليزا أيزلورث أصغر سنا، مما يشير إلى أنه إصدار سابق للفنان. وفقًا لهنري بوليتزر، وافق العديد من خبراء الفن على أن رقبة لوحة موناليزا إيزلورث كانت أدنى من روايات ليوناردو الأخرى. بالإضافة إلى ذلك، تعد خلفية لوحة أيزلورث أقل تفصيلا بكثير من اللوحة الموجودة في متحف اللوفر الفرنسي. ولهذه الأسباب، شعر العديد من الأشخاص الذين استشارهم بوليتزر بأن اليد والوجهة قد صنعهما الفنان يوناردو، لكن الباقي ربما تم إكماله بواسطة شخص واحد أو عدة أشخاص آخرين.